# Campeonato Argentino de Futebol de 1930
O Campeonato Argentino de Futebol de 1930, originalmente denominado Copa Campeonato 1930, foi o quinquagésimo torneio da Primeira Divisão do futebol argentino e o quarto e último organizado pela Asociación Amateurs Argentina de Football, já que no ano seguinte essa entidade se dividiu em duas, a dissidente Liga Argentina de Football, que realizou o primeiro torneio profissional da Argentina, e a Asociación Argentina de Football (Amateurs y Profesionales), entidade oficial que seguiu promovendo campeonatos supostamente amadores. O certame foi disputado em um único turno de todos contra todos, entre 23 de março de 1930 e 12 de abril de 1931. O Boca Juniors conquistou o seu sexto título de campeão argentino.

## Participantes
| Equipe                  | Cidade               |
| ----------------------- | -------------------- |
| Almagro                 | Buenos Aires         |
| Argentino de Banfield   | Banfield             |
| Argentino del Sud       | Avellaneda           |
| Argentino de Quilmes    | Quilmes              |
| Argentinos Juniors      | Buenos Aires         |
| Atlanta                 | Buenos Aires         |
| Banfield                | Banfield             |
| Barracas Central        | Buenos Aires         |
| Boca Juniors            | Buenos Aires         |
| Chacarita Juniors       | Buenos Aires         |
| Colegiales              | Buenos Aires         |
| Defensores de Belgrano  | Buenos Aires         |
| El Porvenir             | Gerli                |
| Estudiantes (BA)        | Buenos Aires         |
| Estudiantes de La Plata | La Plata             |
| Estudiantil Porteño     | Buenos Aires         |
| Excursionistas          | Buenos Aires         |
| Ferro Carril Oeste      | Buenos Aires         |
| Gimnasia y Esgrima      | La Plata             |
| Honor y Patria          | Bernal               |
| Huracán                 | Buenos Aires         |
| Independiente           | Avellaneda           |
| Lanús                   | Lanús                |
| Platense                | Buenos Aires         |
| Quilmes                 | Quilmes              |
| Racing Club             | Avellaneda           |
| River Plate             | Buenos Aires         |
| San Fernando            | San Fernando         |
| San Isidro              | Acassuso             |
| San Lorenzo             | Buenos Aires         |
| Sportivo Barracas       | Buenos Aires         |
| Sportivo Buenos Aires   | Buenos Aires         |
| Sportivo Palermo        | Buenos Aires         |
| Talleres (RE)           | Remedios de Escalada |
| Tigre                   | Victoria             |
| Vélez Sarsfield         | Buenos Aires         |

## Classificação final
| Pos | Equipes                          | Pts | J  | V  | E  | D  | GM  | GS  | SG  |
| --- | -------------------------------- | --- | -- | -- | -- | -- | --- | --- | --- |
| 1.  | Boca Juniors                     | 61  | 35 | 29 | 3  | 3  | 113 | 33  | +80 |
| 2.  | Estudiantes de La Plata          | 56  | 35 | 27 | 2  | 6  | 113 | 39  | +74 |
| 3.  | River Plate                      | 52  | 35 | 22 | 8  | 5  | 66  | 29  | +37 |
| 4.  | San Lorenzo                      | 51  | 35 | 23 | 5  | 7  | 96  | 43  | +53 |
| 4.  | Talleres de Remedios de Escalada | 51  | 35 | 21 | 9  | 5  | 56  | 34  | +22 |
| 6.  | Racing Club                      | 49  | 35 | 22 | 5  | 8  | 82  | 30  | +52 |
| 7.  | Independiente                    | 47  | 35 | 18 | 11 | 6  | 71  | 41  | +30 |
| 8.  | Gimnasia y Esgrima La Plata      | 42  | 35 | 19 | 4  | 12 | 72  | 42  | +30 |
| 8.  | Chacarita Juniors                | 42  | 35 | 18 | 6  | 11 | 57  | 43  | +14 |
| 8.  | Quilmes                          | 42  | 35 | 19 | 4  | 12 | 67  | 56  | +11 |
| 11. | Sportivo Buenos Aires            | 41  | 35 | 18 | 5  | 12 | 57  | 44  | +13 |
| 12. | Platense                         | 40  | 35 | 16 | 8  | 11 | 59  | 48  | +11 |
| 12. | Banfield                         | 40  | 35 | 19 | 2  | 14 | 68  | 62  | +6  |
| 14. | Huracán                          | 39  | 35 | 16 | 7  | 12 | 75  | 49  | +26 |
| 15. | Vélez Sarsfield                  | 36  | 35 | 13 | 10 | 12 | 45  | 49  | -4  |
| 16. | Sportivo Barracas                | 35  | 35 | 13 | 9  | 13 | 54  | 49  | +5  |
| 16. | Argentinos Juniors               | 35  | 35 | 12 | 11 | 12 | 46  | 43  | +3  |
| 18. | Ferro Carril Oeste               | 34  | 35 | 13 | 8  | 14 | 45  | 55  | -10 |
| 19. | San Fernando                     | 33  | 35 | 13 | 7  | 15 | 47  | 63  | -16 |
| 20. | Tigre                            | 32  | 35 | 12 | 8  | 15 | 58  | 52  | +6  |
| 20. | Estudiantil Porteño              | 32  | 35 | 13 | 6  | 16 | 66  | 67  | -1  |
| 22. | Estudiantes (BA)                 | 31  | 35 | 12 | 7  | 16 | 49  | 58  | -9  |
| 23. | Almagro                          | 30  | 35 | 11 | 8  | 16 | 36  | 47  | -11 |
| 23. | Atlanta                          | 30  | 35 | 10 | 10 | 15 | 43  | 63  | -20 |
| 25. | El Porvenir                      | 28  | 35 | 11 | 6  | 18 | 52  | 77  | -25 |
| 25. | Defensores de Belgrano           | 28  | 35 | 12 | 4  | 19 | 50  | 75  | -25 |
| 25. | Excursionistas                   | 28  | 35 | 11 | 6  | 18 | 32  | 56  | -24 |
| 28. | Lanús                            | 27  | 35 | 8  | 11 | 16 | 39  | 54  | -15 |
| 28. | Barracas Central                 | 27  | 35 | 10 | 7  | 18 | 40  | 64  | -24 |
| 30. | Argentino de Banfield            | 26  | 35 | 9  | 8  | 18 | 33  | 69  | -36 |
| 31. | Sportivo Palermo                 | 25  | 35 | 7  | 11 | 17 | 46  | 65  | -19 |
| 31. | Argentino de Quilmes             | 25  | 35 | 7  | 11 | 17 | 45  | 67  | -22 |
| 33. | Colegiales                       | 24  | 35 | 9  | 6  | 20 | 37  | 65  | -28 |
| 34. | San Isidro                       | 23  | 35 | 6  | 11 | 18 | 29  | 66  | -37 |
| 35. | Honor y Patria                   | 14  | 35 | 4  | 6  | 25 | 30  | 91  | -61 |
| 36. | Argentino del Sud                | 4   | 35 | 1  | 2  | 32 | 14  | 100 | -86 |

## Premiação
| Campeonato Argentino de Futebol de 1930 |
| --------------------------------------- |
| Boca Juniors Campeão (6° título)        |

## Goleador
| Jogador   | Jogador        | Gols | Equipe       |
| --------- | -------------- | ---- | ------------ |
| Argentina | Roberto Cherro | 37   | Boca Juniors |

## Bibliografía
- Estévez, Diego (2010). 38 Campeones del fútbol argentino 1891-2010. [S.l.]: Ediciones Continente. ISBN 978-950-754-301-2